# Ichimada Hisato

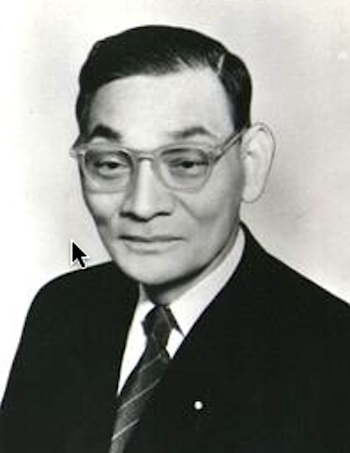
Ichimada Hisato

Ichimada Hisato (jap. 一万田 尚登; * 12. August 1893 in der Präfektur Ōita; † 22. Januar 1984) war ein japanischer Politiker der Demokratischen Partei Japans (Nihon Minshutō) beziehungsweise Liberaldemokratischen Partei (Jiyūminshutō).

## Leben
Ichimada Hisato schloss 1918 ein Studium an der Kaiserlichen Universität Tokio ab und begann im Anschluss seine berufliche Laufbahn bei der Zentralbank, der Bank of Japan (Nichigin), in der er 1944 Direktor wurde. Am 1. Juni 1946 löste er Araki Eikichi als Gouverneur der Zentralbank ab und bekleidete dieses Amt bis zum 10. Dezember 1954, woraufhin Araki Eikichi sein eigener Nachfolger wurde. In dieser Funktion unternahm er nach dem Ende des Zweiten Weltkrieges zahlreiche Schritte zur Eindämmung der Inflation und hatte großen Einfluss auf die Wirtschaft sowie insbesondere die Finanzwirtschaft der Nachkriegsjahre. Während dieser Zeit gehörte er zur japanischen Delegation bei der Unterzeichnung des Friedensvertrages von San Francisco am 8. September 1951, durch den Japan auf den japanischen Hauptinseln und weiteren Inseln die volle Souveränität zurückerhielt und der dadurch offiziell die Besatzungszeit beendete. Er wurde zudem 1952 Vorsitzender der Japanisch-Indischen Gesellschaft (Nichi In Kyōkai) und übte dieses Amt bis zu seiner Ablösung durch Sakurauchi Yoshio 1955 aus.
Er selbst wurde am 10. Dezember 1954 im ersten Kabinett Hatoyama Ichirō erstmals Finanzminister Japans (Ōkura-daijin). Dieses Ministeramt hatte er bis zum 23. Dezember 1956 auch im zweiten und dritten Kabinett Hatoyama Ichirō inne. Bei der Wahl am 27. Februar 1955 wurde er im 1. Wahlkreis der Präfektur Ōita als Kandidat der Demokratischen Partei Japans erstmals zum Mitglied des Unterhauses (Shūgiin) gewählt und wurde dort als LDP-Kandidat am 22. Mai 1958, 20. November 1960, 21. November 1963 sowie am 29. Januar 1967 wiedergewählt. Nach der Auflösung des Abgeordnetenhauses am 2. Dezember 1969  bewarb er sich bei der folgenden Wahl nicht mehr und schied aus dem Unterhaus aus. Nach der Umbildung des ersten Kabinett Kishi am 10. Juli 1957 war er bis zum 12. Juni 1958 abermals Finanzminister.
Am 14. Juli 1962 bewarb er sich bei der Wahl des Vorsitzenden der Liberaldemokratischen Partei und unterlag dabei als Drittplatzierter mit nur sechs Stimmen deutlich Ikeda Hayato, der 391 Stimmen bekam, sowie dem Zweitplatzierten Satō Eisaku, auf den auch nur 17 Stimmen entfielen. 1965 wurde ihm der Orden des Heiligen Schatzes Erster Klasse verliehen.